# Hisashi Eguchi
Hisashi Eguchi (江口 寿史, Eguchi Hisashi), nascido em 29 de março de 1956, é um mangaká japonês e um dos mais proeminentes ilustradores de figuras femininas do país.
Seu primeiro trabalho publicado foi o mangá "Susume!! Pirates!!" (すすめ!!パイレーツ, Susume!! Pairētsu!!), na revista semanal Shonen Jump, em 1977. Outros trabalhos notáveis incluem "Stop!! Hibari-kun!" (ストップ!! ひばりくん!, Sutoppu!! Hibari-kun!), que foi adaptado para anime em 1983, e a série de esquetes "Charamono" (キャラ者, Kyaramono).
Eguchi é casado com a idol Mari Mizutani (水谷真理, Mizutani Mari) desde 1990.

## Biografia
Hisashi Eguchi começou a desenhar ainda muito jovem, fascinado e influenciado pela transmissão televisiva japonesa, que naquela época ainda estava começando. A aproximação à arte do mangá se deu por meio de Astro Boy, trabalho mais conhecido do mangaká Osamu Tezuka. Durante sua infância, Eguchi também foi marcado pela influência de séries de superheróis como Ultraman e Ultraseven.
Em 1977, ele ganhou o  "Prêmio Doze Novos Mangakás" ([十二傑新人漫画賞] Erro: {{japonês}}: texto da transliteração contém caractere não latino (pos 1) (ajuda), Jū ni suguru shinjin manga shō) da Young Jump, pelo mangá Osorubeki Kodomotachi (恐るべき子ども達). No mesmo ano, "Hachi-jihan no Kettō" (8時半の決闘) foi um finalista no prêmio Akatsuka. A publicação de seu mangá Susume!! Pirates!! se deu em 1979, como o prêmio por ter vencido o concurso Young Jump dois anos antes.
Posteriormente, Eguchi decide se tornar um artista de mangá profissional. Com seu início nos mangás shōnen, ele então começa a desenhar personagens femininas: "pensei que seria estranho não ter garotas [nos mangás]. Eu também sabia que [o mangá] seria popular se as garotas fossem bonitas. Me forcei a desenhar [...] e então passei a ler mangás shōjo e fazer pesquisas".
No campo das animações, ele trabalhou como desenhista de personagens para Roujin Z, cuja personagem Haruko foi baseada em sua esposa, e Spriggan. Seu estilo se tornou tão icônico que chamou a atenção de diversos grandes artistas, como o diretor Satoshi Kon, cujo filme Perfect Blue (パーフェクトブルー, Pāfekuto Burū) teve seu design de personagens desenvolvido pelo mangaká. Eguchi afirmou que a pop art americana influenciou seu trabalho, citando artistas como Roy Lichtenstein e Andy Warhol, e descreve seu estilo como simples: "gosto de usar linhas organizadas. Quanto menos linhas, melhor".
Em 1990, sua coleção de mangás curtos Nantoka Narudesho! (江口寿史のなんとかなるでショ!, Eguchi Hisashi No Nantoka Narudesho!) foi adaptado para um animação original em vídeo que misturava anime, live action e marionetes.
Em 1994, Eguchi fundou Comic Cue, uma revista alternativa de mangás lançada anualmente, sendo editor-chefe da primeira edição (1994) até o volume 3 (1996) e participando de outras edições até o ano de 2002. A última edição da revista foi lançada em 2003.
Após ganhar notoriedade por seu estilo particular de design de personagens e por seu senso estético e de moda apurado, o artista também desenvolveu trabalhos gráficos no campo da publicidade e da música, sendo considerado quase um artista pop japonês.

## Trabalhos notáveis

### Mangás e animes
- "Fasting" (remake do mangá de Kazuo Umezu)
- "Eguchi Hisashi no Nantoka Narudesho" (1990)
- "Eiji" (1984)
- "Stop!! Hibari-kun!" (1981)
- "Susume!! Pirates!!" (1977)

### Publicidade
- Projeto gráfico do Real Wine Guide (リアルワインガイド, Riaru wain gaido) (2002 - presente)[4]
- "Architecture in Tokyo", Architecture in Tokyo (capa de álbum, 2013)
- "Young Alive in Love", Ging Nang Boyz (capa de álbum, 2006)